# Nicholas Friton
Nicholas Friton di Abaran (* in Aparaner; † 1598) war ein römisch-katholischer Geistlicher. 
Friton wurde am 20. Oktober 1560 im Pontifikat von Pius IV. zum Bischof von Nachitschewan ernannt.